# وصیت‌نامه لنین
وصیت‌نامهٔ ولادیمیر لنین، مجموعهٔ سه نامه است که لنین آن‌ها را یک‌سال پیش از مرگ خود در سال ۱۹۲۳ به کمکِ همسر خود، نادژدا کروپسکایا، تدوین کرده بود تا آن را در دوازدهمین کنگرهٔ حزب کمونیست شوروی (بلشویک) قرائت کنند، اما پس از وخیم‌تر شدن حال جسمانی لنین این متون به کنگرهٔ دوازدهم نرسید و درست یک‌سال بعد و چهارماه پس از مرگ ولادیمیر لنین، وصیت‌نامه به اعضای ردهٔ بالای حزب کمونیست سپرده شد تا در سیزدهمین کنگره رونمایی شود.

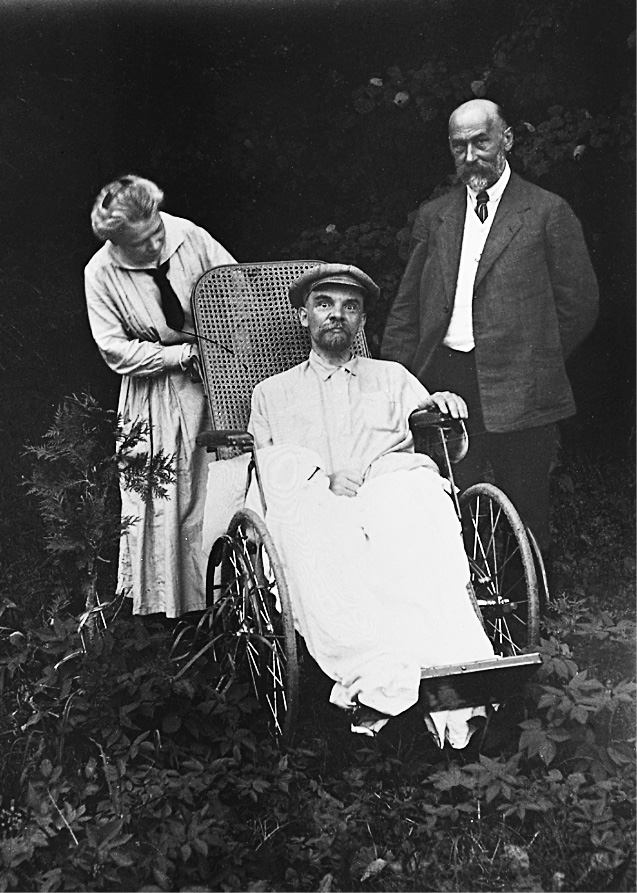
آخرین تصویر ثبت شده از ولادیمیر لنین پیش از مرگ (سال ۱۹۲۴)

اما محور سه‌گانهٔ حزب کمونیست شوروی در آن زمان که متشکل از کامنف -زینوویف -استالین بود مانعی دربرابر خوانده شدن این وصیت‌نامه شدند زیرا محتوای آن به‌شدت به ضرر این سه بلشویک کار کشته بالأخص شخصِ ژوزف استالین بود.

برای اولین‌بار و دو سال پس از مرگ لنین (۱۹۲۶) مکس ایستمن، تروتسکیست آمریکایی متن لو رفتهٔ وصیت‌نامهٔ لنین را در مجلهٔ آمریکایی نیویورک تایمز منتشر کرد که این عمل تعجب همگان را برانگیخت زیرا هیچ کس نمی‌دانست که به چه شکل این نامه‌ها سر از آمریکا درآورده است. پس از این اتفاق و با افزوده شدن فشارها و انتقادات بر کنگرهٔ حزب کمونیست شوروی، سرانجام استالین به‌اجبار در همان سال وصیت‌نامه را در پلنوم (کنگره) حزب قرائت کرد.

## محتوای وصیت‌نامه
این سه نامه آخرین آثار لنین نبودند اما چون حاوی دستورالعمل‌ها و موعظه‌هایی از جانب بنیانگذار انقلاب اُکتبر و اتحاد جماهیر شوروی سوسیالیستی بودند به وصیت‌نامهٔ لنین شهرت یافتند.

لنین در این نامه‌ها خواستار تغییرات اساسی در کنگره، اعضا، ساختار و همچنین سیاست‌های حزب کمونیست شوروی شده بود.
در زیر مهم‌ترین بخش‌های این وصیت‌نامه را مشاهده خواهید کرد:
- نامه به کنگره

لنین در این نامه خواستار تغییراتی در ساختار کنگرهٔ حزب کمونیست شده بود، تغییراتی چون افزایش تعداد اعضای کنگره به چند ده تا چند صد نفر و اضافه شدن کارگران و دهقانان به کمیتهٔ مرکزی. اعضای مرکزی متشکل از دو جریان (طرفداران استالین و طرفداران تروتسکی) متفاوت بودند و لنین برای جلوگیری از شکاف بین این دو جریان، این ایده را مطرح کرده بود. همچنین در همان بخش لنین خواستار اجتناب استالین و تروتسکی از تضاد و برخورد شده بود.
درهمین رابطه لنین دربارهٔ استالین می‌افزاید:
رفیق استالین، از زمانی‌که به مقام دبیرکل رسیده‌است، اختیارات نامحدودی را منحصراً در دست گرفته‌است و من اطمینان ندارم که وی همواره قادر خواهد بود از این اختیارات با احتیاط لازم بهره ببرد.
و در پیوست اضافه کرد
 استالین بیش از حد گستاخ است و این نقیصه گرچه در بین ما و در بین مراودات کمونیست‌ها قابل مداراست، در مقام دبیریِ کل غیرقابل تحمل می‌شود.
دربارهٔ تروتسکی می‌گوید:
او بشخصه شاید توانمندترین مرد حال حاضر کمیتهٔ مرکزی باشد اما اعتماد به نفس بیش از حد به نمایش گذارده و بیش از اندازه نیز ذهن خود را مشغول جوانب صرفاً اداری امور کرده‌است.
او درنهایت خواستار برکناری استالین از سمت دبیرکلی می‌شود.
در این نامه لنین به اعضای دیگر حزب چون بوخارین و پیاتاکوف نیز پرداخته و از آنان تعریف و تمجید کرده بود.
- اعطای کارکردهای قانون‌گذاری به کمیسیون برنامه‌ریزی دولت

این نامه برداشت لنین از ایدهٔ تروتسکی بود و طبق آنچه که این‌دو می‌خواستند، کمیسیون برنامه‌ریزی دولت باید فعال می‌شد و پس از بررسی‌های انجام شده برنامه‌های کمیسیون توسط حزب، سیاست‌های این بخش از حزب کمونیست به قانون تبدیل می‌شده‌است.
- مسئله ملیت‌ها یا «خودمختاری»

در نامهٔ سوم لنین به مسئله خودمختاری ملت‌های غیر روس اتحاد سوسیالیستی و تحرکات جدایی طلبانه آنها همچون گرجستان می‌پردازد. او خواستار عدم برخورد خشن با این موضوع بود و به این ملل حق می‌داد که از زبان رسمی و محلی خود استفاده کنند و درنهایت نیز خواستار برخورد قانونی با عوامل سرکوبِ خشونت‌آمیزِ مسئله گرجستان همچون استالین و اورژونیکیدزا شده بود. البته لنین درکنار این حقوق خواستار حفظ اتحادیهٔ جمهوری سوسیالیستها شده بود تا بتوانند مبارزه خود را علیه سرمایه‌داری جهانی ادامه دهند و در برابر دسیسه‌های بورژوازی قد علم کنند.

## دربارهٔ وصیت‌نامه
عده‌ای از کارشناسان بر محتوای این نامه‌ها تردیدهایی وارد کرده‌اند به‌طور مثال استفان کوتکین در زندگینامهٔ خود ادعا کرده‌است که نویسندهٔ این نامه‌ها همسر لنین نادژدا کروپسکایا بوده‌است. البته این ادعا بعید به‌نظر نمی‌رسد زیرا کروپسکایا به‌شدت از استالین متنفر بود و نمی‌خواست که او جانشین همسرش شود و از طرفی استالین نیز برخورد زشتی با همسر لنین داشت.

منتقدان دیگری نیز این نامه‌ها را به‌طور مشخص «وصیت‌نامه» نمی‌دانند زیرا در آن هیچ اثری از جملاتی که در متون وصیت‌نامه‌ها استفاده می‌شود، وجود ندارد.

همچنین امیل لودویگ به نقل از شاهدانی در کرملین معتقد است که وقتی استالین و تروتسکی وصیت‌نامهٔ لنین را مطالعه کردند به‌شدت مبهوت و عصبانی شده بودند. او می‌افزاید که در سال ۱۹۲۶ این استالین نبود که نامه‌ها را در کنگرهٔ حزب خواند بلکه لو کامنف این عمل را انجام داد.

بعدها خروشچف پس از مرگ استالین، از این وصیت‌نامه برای تقویت استراتژی «استالین زدایی» خود استفاده کرد.